# Campeonato de Fútbol Femenino de Primera División B 2023 (Argentina)
El Campeonato de Fútbol Femenino de Primera División B 2023 fue la novena temporada de la segunda categoría del fútbol femenino argentino. Organizado por la Asociación del Fútbol Argentino. Comenzó el 18 de marzo de 2023 y finalizó el 16 de diciembre de 2023.
Los nuevos participantes son los tres equipos ascendidos de la Primera C 2022: San Luis FC (campeón), Talleres de Córdoba (subcampeón) y Newell's Old Boys (tercero y que ocupará el lugar vacante que dejó Villa San Carlos).
El campeón fue el San Luis Fútbol Club que logró el campeonato y ascenso directo por primera vez en su historia, mientras que el segundo ascenso lo logró Newell's Old Boys de Rosario que venció en la final del torneo  reducido a Talleres de Córdoba.

## Ascensos y descensos
| Descendidos de la Primera División B 2022 |
| ----------------------------------------- |
| Luján                                     |
| Almirante Brown                           |
| Liniers                                   |

| Pos        | Ascendidos a la Primera B |
| ---------- | ------------------------- |
| Campeón    | San Luis FC               |
| Subcampeón | Talleres (C)              |
| Tercero    | Newell's                  |

| Pos       | Ascendidos a la Primera División 2023 |
| --------- | ------------------------------------- |
| Campeón   | Belgrano                              |
| Gan. Red. | Banfield                              |

| Descendidos de la Primera División 2022 |
| --------------------------------------- |
| Comunicaciones                          |
| Villa San Carlos                        |
| Deportivo Español                       |

## Sistema de disputa

### Fase clasificación
Se disputará en un solo torneo dividido en dos zonas, llamadas Zona A y Zona B respectivamente con 11 equipos cada una, donde se jugarán los partidos bajo el sistema de todos contra todos a una sola ronda. Al término de esta primera fase los equipos ubicados del 1° al 6° lugar en cada zona clasificarán a la "Fase Ascenso", mientras que los ubicados desde la 7° hasta la 11ª posición clasifican a la "Fase Permanencia". Tanto en la fase de ascenso como de permanencia no se tienen en cuenta los puntos conseguidos en la clasificación, y los equipos comienzan con "0" puntos.

### Fase ascenso
La disputarán los 12 equipos clasificados bajo el sistema de todos contra todos a dos rondas, con un partido de local y otro de visitante, el equipo que culmine en 1° lugar de la tabla se consagrará campeón de la Primera División B y ascenderá a la Primera División. En caso de empate en cantidad de puntos entre dos o más equipos, se jugarán partidos de desempate.

#### Reducido por el segundo ascenso
La disputarán los equipos ubicados desde el 2° hasta el 9° puesto de la tabla de posiciones de la fase ascenso. Se enfrentarán en un sistema de eliminación directa comenzando en cuartos de final. Los partidos de esta fase serán a partido único y el local será el equipo mejor ubicado de la tabla.

### Fase permanencia
La disputarán los 10 equipos clasificados bajo el sistema de todos contra todos a dos rondas, con un partido de local y otro de visitante.

#### Descensos
Al término de esta fase descenderán a la Primera División C los últimos 4 equipos (7°, 8°, 9° y 10°) de la tabla de posiciones en la fase permanencia.

## Equipos participantes
| Equipo                             | Localización        | Últ. temp. | Recinto(s)                  | Cap.   |
| ---------------------------------- | ------------------- | ---------- | --------------------------- | ------ |
| All Boys                           | Buenos Aires        | 4.º        | Islas Malvinas              | 21 500 |
| Argentino de Quilmes               | Quilmes             | 10.º       | Argentino de Quilmes        | 7 000  |
| Argentino de Rosario               | Rosario             | 3.º        | José Martín Olaeta          | 6 800  |
| Argentinos Juniors                 | Buenos Aires        | 8.º        | Diego Armando Maradona      | 26 000 |
| Atlanta                            | Buenos Aires        | 15.º       | Don León Kolbowsky          | 18 000 |
| Atlas                              | General Rodríguez   | 12.º       | Ricardo Puga                | 2 500  |
| Camioneros                         | Nueve de Abril      | 16.º       | Hugo Moyano                 | 5 000  |
| Claypole                           | Claypole            | 7.º        | Rodolfo Capocasa            | 3 000  |
| Comunicaciones                     | Buenos Aires        | 19.º (1ra) | Alfredo Ramos               | 3 500  |
| Defensa y Justicia                 | Gobernador Costa    | 13.º       | Norberto Tomaghello         | 20 000 |
| Deportivo Armenio                  | Ingeniero Maschwitz | 18.º       | Armenia                     | 10 500 |
| Deportivo Español                  | Buenos Aires        | 21.º (1ra) | Nueva España                | 32 500 |
| Deportivo Merlo                    | Parque San Martín   | 14.º       | José Manuel Moreno          | 10 000 |
| Deportivo Morón                    | Morón               | 17.º       | Nuevo Francisco Urbano      | 35 000 |
| Lima FC                            | Lima                | 19.º       | Domingo Di Donato           | Desc.  |
| Newell's Old Boys                  | Rosario             | 3.° (3ra)  | Centro Jorge Griffa         | Desc.  |
| Puerto Nuevo                       | Campana             | 11.º       | Rubén Carlos Vallejos       | 1 000  |
| San Luis FC                        | San Luis            | 1.º (3ra)  | Estadio Juan Gilberto Funes | 15 062 |
| San Miguel                         | Los Polvorines      | 9.º        | Malvinas Argentinas         | 9 000  |
| Sarmiento                          | Junín               | 5.º        | Eva Perón                   | 23 000 |
| Talleres (C)                       | Ciudad de Córdoba   | 2.º (3ra)  | La Boutique                 | 18 000 |
| Vélez Sarsfield                    | Buenos Aires        | 6.º        | José Amalfitani             | 49 540 |
| Datos actualizados a marzo de 2023 |                     |            |                             |        |

### Distribución geográfica de los equipos
| Región                    | Cant. | Equipos |
| ------------------------- | ----- | --- |
| Provincia de Buenos Aires | 12    | Argentino de Quilmes, Atlas, Camioneros, Claypole, Defensa y Justicia, Deportivo Armenio, Deportivo Merlo, Deportivo Morón, Lima, Puerto Nuevo, San Miguel y Sarmiento |
| Ciudad de Buenos Aires    | 6     | All Boys, Argentinos Juniors, Atlanta, Comunicaciones, Deportivo Español y Vélez Sarsfield                                                                             |
| Ciudad de Rosario         | 2     | Argentino de Rosario, Newell's Old Boys |
| Provincia de Córdoba      | 1     | Talleres |
| Provincia de San Luis     | 1     | San Luis FC |

## Fase clasificación
En febrero de 2023 se dio a conocer la distribución de los equipos en sus respectivas zonas y el fixture del campeonato.

### Zona A

#### Tabla de posiciones
| Pos. | Equipo            | Pts. | PJ | PG | PE | PP | GF | GC | Dif. |
| ---- | ----------------- | ---- | -- | -- | -- | -- | -- | -- | ---- |
| 1.º  | San Luis FC       | 30   | 10 | 10 | 0  | 0  | 58 | 1  | 57   |
| 2.º  | Argentino (R)     | 23   | 10 | 7  | 2  | 1  | 34 | 4  | 30   |
| 3.º  | Deportivo Morón   | 19   | 10 | 6  | 1  | 3  | 15 | 7  | 8    |
| 4.º  | All Boys          | 17   | 10 | 5  | 2  | 3  | 18 | 14 | 4    |
| 5.º  | Camioneros        | 16   | 10 | 5  | 1  | 4  | 22 | 11 | 11   |
| 6.º  | Argentino (Q)     | 16   | 10 | 5  | 1  | 4  | 22 | 20 | 2    |
| 7.º  | Deportivo Merlo   | 16   | 10 | 5  | 1  | 4  | 14 | 22 | −8   |
| 8.º  | Puerto Nuevo      | 10   | 10 | 3  | 1  | 6  | 12 | 31 | −19  |
| 9.º  | Deportivo Español | 7    | 10 | 2  | 1  | 7  | 8  | 14 | −6   |
| 10.º | Claypole          | 3    | 10 | 1  | 0  | 9  | 9  | 53 | −44  |
| 11.º | Atlas             | 2    | 10 | 0  | 2  | 8  | 5  | 40 | −35  |

|  | Los equipos que ocupen esta posición al final de la disputa clasificarán a la fase ascenso.     |
|  | Los equipos que ocupen esta posición al final de la disputa clasificarán a la fase permanencia. |

#### Evolución de las posiciones
| Equipo / Fecha    | 1   | 2   | 3   | 4   | 5   | 6   | 7   | 8   | 9   | 10  | 11  |
| ----------------- | --- | --- | --- | --- | --- | --- | --- | --- | --- | --- | --- |
| All Boys          | 5°  | 6°  | 9°  | 5°  | 5°  | 7°  | 5°  | 4°  | 5°  | 5°  | 4°  |
| Argentino (Q)     | 8°  | 5°  | 5°  | 8°  | 6°  | 5°  | 7°  | 7°  | 6°  | 7°  | 6°  |
| Argentino (R)     | 2°  | 2°  | 2°  | 2°  | 1°  | 1°  | 2°  | 2°  | 2°  | 2°  | 2°  |
| Atlas             | 6°  | 11° | 11° | 10° | 10° | 11° | 11° | 11° | 11° | 11° | 11° |
| Camioneros        | 1°  | 4°  | 4°  | 4°  | 3°  | 3°  | 6°  | 6°  | 7°  | 6°  | 5°  |
| Claypole          | 11° | 9°  | 10° | 11° | 11° | 10° | 10° | 10° | 10° | 10° | 10° |
| Deportivo Español | 9°  | 8°  | 5°  | 7°  | 9°  | 9°  | 9°  | 9°  | 9°  | 9°  | 9°  |
| Deportivo Merlo   | 3°  | 3°  | 3°  | 3°  | 4°  | 6°  | 4°  | 5°  | 4°  | 4°  | 7°  |
| Deportivo Morón   | 7.° | 6.° | 8.° | 9.° | 7°  | 4°  | 3°  | 3°  | 3°  | 3°  | 3°  |
| Puerto Nuevo      | 10° | 9°  | 7°  | 6°  | 8°  | 8°  | 8°  | 8°  | 8°  | 8°  | 8°  |
| San Luis FC       | 4°  | 1°  | 1°  | 1°  | 2°  | 2°  | 1°  | 1°  | 1°  | 1°  | 1°  |

#### Resultados
| Fecha 1         | Fecha 1   | Fecha 1      | Fecha 1                         | Fecha 1     | Fecha 1 |
| Local           | Resultado | Visitante    | Estadio                         | Fecha       | Hora    |
| --------------- | --------- | ------------ | ------------------------------- | ----------- | ------- |
| Arg. de Quilmes | 1 - 4     | San Luis FC  | Estadio de Argentino de Quilmes | 19 de marzo | 15:30   |
| Argentino (R)   | 4 - 0     | Dep. Español | Estadio José Martín Olaeta      | 19 de marzo | 15:30   |
| Dep. Merlo      | 4 - 0     | Puerto Nuevo | Estadio José Manuel Moreno      | 19 de marzo | 15:30   |
| Claypole        | 0 - 7     | Camioneros   | Predio la Quinta                | 19 de marzo | 15:30   |
| Atlas           | 0 - 1     | Dep. Morón   | Estadio Ricardo Puga            | 21 de marzo | 15:30   |
| Libre: All boys |           |              |                                 |             |         |

| Fecha 2         | Fecha 2   | Fecha 2         | Fecha 2                    | Fecha 2     | Fecha 2 |
| Local           | Resultado | Visitante       | Estadio                    | Fecha       | Hora    |
| --------------- | --------- | --------------- | -------------------------- | ----------- | ------- |
| Dep. Español    | 1 - 3     | Arg. de Quilmes | Predio de Español          | 25 de marzo | 15:30   |
| Camioneros      | 0 - 1     | Dep. Merlo      | Predio Camino de Cintura   | 25 de marzo | 15:30   |
| Puerto Nuevo    | 2 - 5     | Argentino (R)   | Rubén C. Vallejos          | 26 de marzo | 15:30   |
| Dep. Morón      | 1 - 1     | All Boys        | Campo deportivo Pontevedra | 26 de marzo | 15:30   |
| San Luis FC     | 17 - 0    | Atlas           | Juan Gilberto Funes        | 28 de marzo | 11:00   |
| Libre: Claypole |           |                 |                            |             |         |

| Fecha 3           | Fecha 3   | Fecha 3      | Fecha 3            | Fecha 3    | Fecha 3 |
| Local             | Resultado | Visitante    | Estadio            | Fecha      | Hora    |
| ----------------- | --------- | ------------ | ------------------ | ---------- | ------- |
| Atlas             | 0 - 4     | Dep. Español | Ricardo Puga       | 1 de abril | 15:30   |
| Arg. de Quilmes   | 2 - 3     | Puerto Nuevo | Campo deportivo    | 2 de abril | 15:30   |
| Argentino (R)     | 2 - 0     | Camioneros   | José Martín Olaeta | 2 de abril | 15:30   |
| Dep. Merlo        | 3 - 2     | Claypole     | José Manuel Moreno | 2 de abril | 15:30   |
| All Boys          | 0 - 4     | San Luis FC  | Islas Malvinas     | 2 de abril | 15:30   |
| Libre: Dep. Morón |           |              |                    |            |         |

| Fecha 4           | Fecha 4   | Fecha 4         | Fecha 4                     | Fecha 4    | Fecha 4 |
| Local             | Resultado | Visitante       | Estadio                     | Fecha      | Hora    |
| ----------------- | --------- | --------------- | --------------------------- | ---------- | ------- |
| Dep. Español      | 0 - 1     | All Boys        | Auxiliar de Dep. Español    | 8 de abril | 13:00   |
| Camioneros        | 3 - 1     | Arg. de Quilmes | Predio Esteban Echeverría   | 8 de abril | 15:30   |
| Claypole          | 0 - 11    | Argentino (R)   | Predio Argentino de Quilmes | 8 de abril | 15:30   |
| Puerto Nuevo      | 0 - 0     | Atlas           | Rubén Carlos Vallejos       | 8 de abril | 15:30   |
| San Luis FC       | 3 - 0     | Dep. Morón      | El Bajo                     | 9 de abril | 11:00   |
| Libre: Dep. Merlo |           |                 |                             |            |         |

| Fecha 5            | Fecha 5   | Fecha 5      | Fecha 5 | Fecha 5     | Fecha 5 |
| Local              | Resultado | Visitante    | Estadio | Fecha       | Hora    |
| ------------------ | --------- | ------------ | ------- | ----------- | ------- |
| All Boys           | 4 - 1     | Puerto Nuevo |         | 15 de abril | 15:30   |
| Atlas              | 0 - 5     | Camioneros   |         | 15 de abril | 15:30   |
| Arg. de Quilmes    | 5 - 2     | Claypole     |         | 15 de abril | 15:30   |
| Argentino (R)      | 10 - 0    | Dep. Merlo   |         | 15 de abril | 15:30   |
| Dep. Morón         | 2 - 0     | Dep. Español |         | 16 de abril | 11:00   |
| Libre: San Luis FC |           |              |         |             |         |

| Fecha 6              | Fecha 6   | Fecha 6         | Fecha 6 | Fecha 6     | Fecha 6 |
| Local                | Resultado | Visitante       | Estadio | Fecha       | Hora    |
| -------------------- | --------- | --------------- | ------- | ----------- | ------- |
| Camioneros           | 1 - 1     | All Boys        |         | 22 de abril | 15:30   |
| Puerto Nuevo         | 1 - 3     | Dep. Morón      |         | 22 de abril | 15:30   |
| Dep. Merlo           | 1 - 2     | Arg. de Quilmes |         | 23 de abril | 15:30   |
| Claypole             | 4-3       | Atlas           |         | 23 de abril | 15:30   |
| Dep. Español         | 0-1       | San Luis FC     |         | 23 de abril | 15:30   |
| Libre: Argentino (R) |           |                 |         |             |         |

| Fecha 7             | Fecha 7   | Fecha 7       | Fecha 7 | Fecha 7     | Fecha 7 |
| Local               | Resultado | Visitante     | Estadio | Fecha       | Hora    |
| ------------------- | --------- | ------------- | ------- | ----------- | ------- |
| Dep. Morón          | 1-0       | Camioneros    |         | 29 de abril | 15:30   |
| All Boys            | 2-0       | Claypole      |         | 29 de abril | 15:30   |
| Atlas               | 2-3       | Dep. Merlo    |         | 29 de abril | 15:30   |
| Arg. de Quilmes     | 0-0       | Argentino (R) |         | 29 de abril | 15:30   |
| San Luis FC         | 6-0       | Puerto Nuevo  |         | 30 de abril | 15:30   |
| Libre: Dep. Español |           |               |         |             |         |

| Fecha 8                | Fecha 8   | Fecha 8      | Fecha 8 | Fecha 8   | Fecha 8 |
| Local                  | Resultado | Visitante    | Estadio | Fecha     | Hora    |
| ---------------------- | --------- | ------------ | ------- | --------- | ------- |
| Camioneros             | 0 - 4     | San Luis FC  |         | 6 de mayo | 15:30   |
| Puerto Nuevo           | 2 - 1     | Dep. Español |         | 6 de mayo | 15:30   |
| Dep. Merlo             | 1 - 2     | All Boys     |         | 7 de mayo | 15:30   |
| Claypole               | 0 - 5     | Dep. Morón   |         | 7 de mayo | 15:30   |
| Argentino (R)          | 0 - 0     | Atlas        |         | 8 de mayo | 12:00   |
| Libre: Arg. de Quilmes |           |              |         |           |         |

| Fecha 9             | Fecha 9   | Fecha 9         | Fecha 9 | Fecha 9        | Fecha 9 |
| Local               | Resultado | Visitante       | Estadio | Fecha          | Hora    |
| ------------------- | --------- | --------------- | ------- | -------------- | ------- |
| San Luis FC         | 13 - 0    | Claypole        |         | Sáb 13 de mayo | 14:00   |
| Atlas               | 0 - 3     | Arg. de Quilmes |         | Sáb 13 de mayo | 15:30   |
| All Boys            | 0 - 1     | Argentino (R)   |         | Sáb 13 de mayo | 15:30   |
| Dep. Morón          | 0 - 1     | Dep. Merlo      |         | Dom 14 de mayo | 11:00   |
| Dep. Español        | 0 - 1     | Camioneros      |         | Dom 14 de mayo | 15:30   |
| Libre: Puerto Nuevo |           |                 |         |                |         |

| Fecha 10        | Fecha 10  | Fecha 10     | Fecha 10 | Fecha 10       | Fecha 10 |
| Local           | Resultado | Visitante    | Estadio  | Fecha          | Hora     |
| --------------- | --------- | ------------ | -------- | -------------- | -------- |
| Arg. de Quilmes | 5 - 4     | All Boys     |          | Mié 31 de mayo |          |
| Camioneros      | 5 - 1     | Puerto Nuevo |          | Sáb 20 de mayo | 15:30    |
| Argentino (R)   | 1 - 0     | Dep. Morón   |          | Dom 21 de mayo | 15:30    |
| Dep. Merlo      | 0 - 4     | San Luis FC  |          | Dom 21 de mayo | 15:30    |
| Claypole        | 0 - 2     | Dep. Español |          | Dom 21 de mayo | 15:30    |
| Libre: Atlas    |           |              |          |                |          |

| Fecha 11          | Fecha 11  | Fecha 11        | Fecha 11 | Fecha 11       | Fecha 11 |
| Local             | Resultado | Visitante       | Estadio  | Fecha          | Hora     |
| ----------------- | --------- | --------------- | -------- | -------------- | -------- |
| San Luis FC       | 2 - 0     | Argentino (R)   |          | Sáb 27 de mayo | 11:00    |
| Dep. Español      | 0 - 0     | Dep. Merlo      |          | Dom 28 de mayo | 15:30    |
| All Boys          | 3 - 0     | Atlas           |          | Dom 28 de mayo | 15:30    |
| Dep. Morón        | 2 - 0     | Arg. de Quilmes |          | Sáb 3 de junio | 15:30    |
| Puerto Nuevo      | 2 - 1     | Claypole        |          | Dom 4 de junio | 12:00    |
| Libre: Camioneros |           |                 |          |                |          |

1. ↑  Suspendido.[4] Define el Tribunal de Disciplina.
2. ↑  Suspendido.[5] Definió el Tribunal de Disciplina.

### Zona B

#### Tabla de posiciones
| Pos. | Equipo             | Pts. | PJ | PG | PE | PP | GF | GC | Dif. |
| ---- | ------------------ | ---- | -- | -- | -- | -- | -- | -- | ---- |
| 1.º  | Newell's Old Boys  | 30   | 10 | 10 | 0  | 0  | 43 | 2  | 41   |
| 2.º  | Sarmiento          | 25   | 10 | 8  | 1  | 1  | 31 | 11 | 20   |
| 3.º  | Talleres (C)       | 22   | 10 | 7  | 1  | 2  | 30 | 12 | 18   |
| 4.º  | Vélez Sarsfield    | 22   | 10 | 7  | 1  | 2  | 26 | 9  | 17   |
| 5.º  | Comunicaciones     | 15   | 10 | 4  | 3  | 3  | 15 | 12 | 3    |
| 6.º  | Atlanta            | 13   | 10 | 4  | 1  | 5  | 13 | 24 | −11  |
| 7.º  | Defensa y Justicia | 10   | 10 | 3  | 1  | 6  | 15 | 22 | −7   |
| 8.º  | Argentinos Juniors | 10   | 10 | 3  | 1  | 6  | 7  | 17 | −10  |
| 9.º  | Lima FC            | 4    | 10 | 1  | 1  | 8  | 17 | 32 | −15  |
| 10.º | San Miguel         | 4    | 10 | 1  | 1  | 8  | 10 | 38 | −28  |
| 11.º | Deportivo Armenio  | 2    | 10 | 0  | 2  | 8  | 6  | 35 | −29  |

|  | Los equipos que ocupen esta posición al final de la disputa clasificarán a la fase ascenso.     |
|  | Los equipos que ocupen esta posición al final de la disputa clasificarán a la fase permanencia. |

#### Evolución de las posiciones
| Equipo / Fecha     | 1   | 2   | 3   | 4   | 5   | 6   | 7   | 8   | 9   | 10  | 11   |
| ------------------ | --- | --- | --- | --- | --- | --- | --- | --- | --- | --- | ---- |
| Argentinos Juniors | 10º | 8º  | 9º  | 9º  | 7º  | 7º  | 8º  | 6º  | 7º  | 7º  | 8.º  |
| Atlanta            | 5º  | 10º | 10º | 7º  | 8º  | 8º  | 6º  | 8º  | 6º  | 6º  | 6.º  |
| Comunicaciones     | 7º  | 5º  | 7º  | 5º  | 5º  | 5º  | 4º  | 4º  | 5º  | 5º  | 5.º  |
| Defensa y Justicia | 11º | 8º  | 5º  | 6º  | 6º  | 6º  | 7º  | 7º  | 8º  | 8º  | 7.º  |
| Deportivo Armenio  | 6º  | 5º  | 8º  | 9º  | 10º | 11º | 11º | 11º | 11º | 11º | 11.º |
| Lima FC            | 9º  | 11º | 11º | 11º | 11º | 9º  | 9º  | 10º | 10º | 10º | 9.º  |
| Newell's Old Boys  | 1º  | 1º  | 1º  | 1º  | 1º  | 2º  | 2º  | 1º  | 1º  | 1º  | 1.º  |
| San Miguel         | 8º  | 7º  | 6º  | 8º  | 9º  | 10º | 10º | 9º  | 9º  | 9º  | 10.º |
| Sarmiento          | 4º  | 4º  | 4º  | 3º  | 2º  | 1º  | 1º  | 3º  | 3º  | 3º  | 2.º  |
| Talleres (C)       | 2º  | 3º  | 3º  | 2º  | 3º  | 3º  | 3º  | 2º  | 2º  | 2º  | 3.º  |
| Vélez Sarsfield    | 3º  | 2º  | 2º  | 4º  | 4º  | 4º  | 5º  | 5º  | 4º  | 4º  | 4.º  |

#### Resultados
| Fecha 1               | Fecha 1   | Fecha 1            | Fecha 1                      | Fecha 1     | Fecha 1 |
| Local                 | Resultado | Visitante          | Estadio                      | Fecha       | Hora    |
| --------------------- | --------- | ------------------ | ---------------------------- | ----------- | ------- |
| Sarmiento             | 1 - 0     | San Miguel         | Ciudad Deportiva             | 18 de marzo | 16:00   |
| Defensa y Justicia    | 0 - 4     | Talleres (C)       | Predio La Capilla del Halcón | 18 de marzo | 9:00    |
| Newell's              | 4 - 0     | Argentinos Juniors | Predio Jorge Griffa          | 18 de marzo | 15:30   |
| Vélez Sarsfield       | 3 - 1     | Lima FC            | Villa Olímpica               | 18 de marzo | 18:00   |
| Deportivo Armenio     | 0 - 0     | Atlanta            | Estadio Armenia              | 18 de marzo | 15:30   |
| Libre: Comunicaciones |           |                    |                              |             |         |

| Fecha 2             | Fecha 2   | Fecha 2            | Fecha 2                      | Fecha 2     | Fecha 2 |
| Local               | Resultado | Visitante          | Estadio                      | Fecha       | Hora    |
| ------------------- | --------- | ------------------ | ---------------------------- | ----------- | ------- |
| Argentinos Juniors  | 0 - 0     | Defensa y Justicia | CEFFA                        | 26 de marzo | 11:00   |
| San Miguel          | 1 - 1     | Comunicaciones     | Malvinas Argentinas          | 26 de marzo | 15:30   |
| Atlanta             | 0 - 5     | Vélez Sarsfield    | Predio Antonio Carbone       | 26 de marzo | 15:30   |
| Talleres (C)        | 1 - 1     | Sarmiento          | La Boutique de Barrio Jardín | 26 de marzo | 18:00   |
| Lima FC             | 0 - 6     | Newell's           | Domingo Di Donato            | 29 de marzo | 20:00   |
| Libre: Dep. Armenio |           |                    |                              |             |         |

| Fecha 3            | Fecha 3   | Fecha 3            | Fecha 3                      | Fecha 3    | Fecha 3 |
| Local              | Resultado | Visitante          | Estadio                      | Fecha      | Hora    |
| ------------------ | --------- | ------------------ | ---------------------------- | ---------- | ------- |
| Comunicaciones     | 0 - 3     | Talleres (C)       | Alfredo Ramos                | 1 de abril | 10:00   |
| Vélez Sarsfield    | 5 - 1     | Dep. Armenio       | Villa Olímpica               | 1 de abril | 11:00   |
| Defensa y Justicia | 2 - 1     | Lima FC            | Predio La Capilla del Halcón | 1 de abril | 15:30   |
| Newell's           | 3 - 0     | Atlanta            | Centro Jorge Griffa          | 2 de abril | 15:30   |
| Sarmiento          | 3 - 0     | Argentinos Juniors | Eva Perón                    | 2 de abril | 18:00   |
| Libre: San Miguel  |           |                    |                              |            |         |

| Fecha 4                | Fecha 4   | Fecha 4            | Fecha 4                | Fecha 4    | Fecha 4 |
| Local                  | Resultado | Visitante          | Estadio                | Fecha      | Hora    |
| ---------------------- | --------- | ------------------ | ---------------------- | ---------- | ------- |
| Dep. Armenio           | 0 - 5     | Newell's           | Estadio Armenia        | 8 de abril | 10:00   |
| Argentinos Juniors     | 0 - 2     | Comunicaciones     | CEFFA                  | 8 de abril | 11:00   |
| Lima FC                | 2 - 5     | Sarmiento          | Domingo Di Donato      | 8 de abril | 17:00   |
| Talleres (C)           | 5 - 2     | San Miguel         | Amadeo Nuccetelli      | 9 de abril | 9:00    |
| Atlanta                | 1 - 0     | Defensa y Justicia | Predio Antonio Carbone | 9 de abril | 15:30   |
| Libre: Vélez Sarsfield |           |                    |                        |            |         |

| Fecha 5             | Fecha 5   | Fecha 5            | Fecha 5 | Fecha 5     | Fecha 5 |
| Local               | Resultado | Visitante          | Estadio | Fecha       | Hora    |
| ------------------- | --------- | ------------------ | ------- | ----------- | ------- |
| Defensa y Justicia  | 4-0       | Dep. Armenio       |         | 15 de abril | 15:30   |
| San Miguel          | 1-2       | Argentinos Juniors |         | 15 de abril | 15:30   |
| Comunicaciones      | 5-1       | Lima FC            |         | 15 de abril | 15:30   |
| Sarmiento           | 5-1       | Atlanta            |         | 16 de abril | 17:00   |
| Newell's            | 3-1       | Vélez Sarsfield    |         | 16 de abril | 16:00   |
| Libre: Talleres (C) |           |                    |         |             |         |

| Fecha 6            | Fecha 6   | Fecha 6            | Fecha 6 | Fecha 6     | Fecha 6 |
| Local              | Resultado | Visitante          | Estadio | Fecha       | Hora    |
| ------------------ | --------- | ------------------ | ------- | ----------- | ------- |
| Lima FC            | 8-1       | San Miguel         |         | 21 de abril | 19:30   |
| Argentinos Juniors | 1-2       | Talleres (C)       |         | 22 de abril | 15:00   |
| Vélez Sarsfield    | 4-0       | Defensa y Justicia |         | 22 de abril | 18:00   |
| Dep. Armenio       | 1-9       | Sarmiento          |         | 23 de abril | 15:30   |
| Atlanta            | 1-2       | Comunicaciones     |         | 23 de abril | 15:30   |
| Libre: Newell's    |           |                    |         |             |         |

| Fecha 7                   | Fecha 7   | Fecha 7         | Fecha 7 | Fecha 7     | Fecha 7 |
| Local                     | Resultado | Visitante       | Estadio | Fecha       | Hora    |
| ------------------------- | --------- | --------------- | ------- | ----------- | ------- |
| Comunicaciones            | 3-0       | Dep. Armenio    |         | 29 de abril | 9:00    |
| Defensa y Justicia        | 0-7       | Newell's        |         | 29 de abril | 15:30   |
| Talleres (C)              | 4-1       | Lima FC         |         | 29 de abril | 19:00   |
| San Miguel                | 1-5       | Atlanta         |         | 30 de abril | 15:30   |
| Sarmiento                 | 2-1       | Vélez Sarsfield |         | 30 de abril | 15:30   |
| Libre: Argentinos Juniors |           |                 |         |             |         |

| Fecha 8                   | Fecha 8   | Fecha 8            | Fecha 8 | Fecha 8   | Fecha 8 |
| Local                     | Resultado | Visitante          | Estadio | Fecha     | Hora    |
| ------------------------- | --------- | ------------------ | ------- | --------- | ------- |
| Newell's                  | 4-0       | Sarmiento          |         | 6 de mayo | 15:30   |
| Vélez Sarsfield           | 0-0       | Comunicaciones     |         | 6 de mayo | 17:00   |
| Lima FC                   | 0-2       | Argentinos Juniors |         | 6 de mayo | 18:00   |
| Atlanta                   | 1-7       | Talleres (C)       |         | 7 de mayo | 10:00   |
| Dep. Armenio              | 1-2       | San Miguel         |         | 7 de mayo | 15:30   |
| Libre: Defensa y Justicia |           |                    |         |           |         |

| Fecha 9            | Fecha 9   | Fecha 9            | Fecha 9 | Fecha 9        | Fecha 9 |
| Local              | Resultado | Visitante          | Estadio | Fecha          | Hora    |
| ------------------ | --------- | ------------------ | ------- | -------------- | ------- |
| San Miguel         | 1 - 2     | Vélez Sarsfield    |         | Sáb 13 de mayo | 10:00   |
| Argentinos Juniors | 0 - 2     | Atlanta            |         | Sáb 13 de mayo | 13:00   |
| Talleres (C)       | 4 - 1     | Dep. Armenio       |         | Sáb 13 de mayo | 15:00   |
| Comunicaciones     | 0 - 2     | Newell's           |         | Dom 14 de mayo | 15:30   |
| Sarmiento          | 3 - 1     | Defensa y Justicia |         | Dom 14 de mayo | 15:30   |
| Libre: Lima FC     |           |                    |         |                |         |

| Fecha 10           | Fecha 10  | Fecha 10           | Fecha 10 | Fecha 10       | Fecha 10 |
| Local              | Resultado | Visitante          | Estadio  | Fecha          | Hora     |
| ------------------ | --------- | ------------------ | -------- | -------------- | -------- |
| Newell's           | 6 - 1     | San Miguel         |          | Dom 21 de mayo | 15:30    |
| Dep. Armenio       | 0 - 1     | Argentinos Juniors |          | Dom 21 de mayo | 15:30    |
| Atlanta            | 2 - 1     | Lima FC            |          | Dom 21 de mayo | 15:30    |
| Vélez Sarsfield    | 2 - 0     | Talleres (C)       |          | Mié 24 de mayo | 9:00     |
| Defensa y Justicia | 2 - 2     | Comunicaciones     |          | Sáb 3 de junio | 15:30    |
| Libre: Sarmiento   |           |                    |          |                |          |

| Fecha 11           | Fecha 11  | Fecha 11           | Fecha 11 | Fecha 11       | Fecha 11 |
| Local              | Resultado | Visitante          | Estadio  | Fecha          | Hora     |
| ------------------ | --------- | ------------------ | -------- | -------------- | -------- |
| Argentinos Juniors | 1 - 3     | Vélez Sarsfield    |          | Sáb 27 de mayo | 14:30    |
| Talleres (C)       | 0 - 3     | Newell's           |          | Sáb 27 de mayo | 15:30    |
| Lima FC            | 2 - 2     | Dep. Armenio       |          | Dom 28 de mayo | 15:30    |
| San Miguel         | 0 - 6     | Defensa y Justicia |          | Dom 28 de mayo | 15:30    |
| Comunicaciones     | 0 - 2     | Sarmiento          |          | Dom 28 de mayo |          |
| Libre: Atlanta     |           |                    |          |                |          |

## Fase ascenso

### Tabla de posiciones
| Pos. | Equipo            | Pts. | PJ | PG | PE | PP | GF | GC | Dif. |
| ---- | ----------------- | ---- | -- | -- | -- | -- | -- | -- | ---- |
| 1.º  | San Luis FC       | 61   | 22 | 20 | 1  | 1  | 48 | 13 | 35   |
| 2.º  | Talleres (C)      | 51   | 22 | 16 | 3  | 3  | 54 | 17 | 37   |
| 3.º  | Newell's Old Boys | 49   | 22 | 15 | 4  | 3  | 47 | 17 | 30   |
| 4.º  | Sarmiento         | 47   | 22 | 14 | 5  | 3  | 44 | 14 | 30   |
| 5.º  | Vélez Sarsfield   | 40   | 22 | 12 | 4  | 6  | 40 | 28 | 12   |
| 6.º  | All Boys          | 26   | 22 | 7  | 5  | 10 | 21 | 28 | −7   |
| 7.º  | Argentino (Q)     | 22   | 22 | 7  | 1  | 14 | 20 | 41 | −21  |
| 8.º  | Comunicaciones    | 19   | 22 | 5  | 4  | 13 | 22 | 43 | −21  |
| 9.º  | Atlanta           | 19   | 22 | 5  | 4  | 13 | 15 | 40 | −25  |
| 10.º | Camioneros        | 17   | 22 | 4  | 5  | 13 | 24 | 45 | −21  |
| 11.º | Deportivo Morón   | 13   | 22 | 3  | 4  | 15 | 11 | 48 | −37  |
| 12.º | Argentino (R)*    | 11   | 22 | 3  | 2  | 17 | 11 | 21 | −10  |

|  | El equipo que ocupe esta posición será campeón y ascenderá a la Primera División.        |
|  | Los equipos que ocupen estas posiciones clasificarán al reducido por el segundo ascenso. |
|  | Retirado de la competencia. Se le dan por perdido 0-1 todos los partidos restantes.      |

- Argentino (R) se retiró de la competencia después de disputadas 7 fechas.

### Resultados
| 1ª Fecha        | 1ª Fecha  | 1ª Fecha      | 1ª Fecha        | 1ª Fecha | 1ª Fecha |
| Local           | Resultado | Visitante     | Fecha           | Hora     |          |
| --------------- | --------- | ------------- | --------------- | -------- | -------- |
| Argentino (R)   | 0 - 1     | San Luis FC   | Vie 9 de junio  | 15:30    |          |
| Comunicaciones  | 1 - 1     | Atlanta       | Sáb 10 de junio | 10:00    |          |
| Camioneros      | 3 - 0     | Dep. Morón    | Sáb 10 de junio | 15:30    |          |
| Talleres (C)    | 1 - 1     | Sarmiento     | Sáb 10 de junio | 16:00    |          |
| Vélez Sarsfield | 2 - 0     | All Boys      | Sáb 10 de junio | 17:30    |          |
| Newell's        | 2 - 0     | Argentino (Q) | Sáb 10 de junio | 18:00    |          |

| 2ª Fecha      | 2ª Fecha  | 2ª Fecha        | 2ª Fecha        | 2ª Fecha | 2ª Fecha |
| Local         | Resultado | Visitante       | Fecha           | Hora     |          |
| ------------- | --------- | --------------- | --------------- | -------- | -------- |
| San Luis FC   | 3 - 1     | Vélez Sarsfield | Sáb 17 de junio | 11:00    |          |
| Atlanta       | 0 - 4     | Newell's        | Sáb 17 de junio | 15:00    |          |
| Argentino (Q) | 2 - 2     | Dep. Morón      | Sáb 17 de junio | 15:30    |          |
| All Boys      | 0 - 0     | Talleres (C)    | Sáb 17 de junio | 15:30    |          |
| Argentino (R) | 2 - 2     | Camioneros      | Sáb 17 de junio | 15:30    |          |
| Sarmiento     | 2 - 0     | Comunicaciones  | Dom 18 de junio | 15:30    |          |

| 3ª Fecha        | 3ª Fecha  | 3ª Fecha      | 3ª Fecha        | 3ª Fecha | 3ª Fecha |
| Local           | Resultado | Visitante     | Fecha           | Hora     |          |
| --------------- | --------- | ------------- | --------------- | -------- | -------- |
| Camioneros      | 3 - 0     | Argentino (Q) | Sáb 24 de junio | 15:30    |          |
| Talleres (C)    | 0 - 2     | San Luis FC   | Sáb 24 de junio | 15:30    |          |
| Dep. Morón      | 2 - 1     | Atlanta       | Sáb 24 de junio | 15:30    |          |
| Vélez Sarsfield | 0 - 1     | Argentino (R) | Sáb 24 de junio | 17:00    |          |
| Comunicaciones  | 3 - 2     | All Boys      | Dom 25 de junio | 11:00    |          |
| Newell's        | 0 - 0     | Sarmiento     | Dom 25 de junio | 15:30    |          |

| 4ª Fecha        | 4ª Fecha  | 4ª Fecha       | 4ª Fecha        | 4ª Fecha | 4ª Fecha |
| Local           | Resultado | Visitante      | Fecha           | Hora     |          |
| --------------- | --------- | -------------- | --------------- | -------- | -------- |
| San Luis FC     | 3 - 1     | Comunicaciones | Sáb 1° de julio | 15:00    |          |
| Argentino (R)   | 2 - 1     | Talleres (C)   | Sáb 1° de julio | 15:30    |          |
| All Boys        | 1 - 3     | Newell's       | Sáb 1° de julio | 15:30    |          |
| Vélez Sarsfield | 3 - 2     | Camioneros     | Sáb 1° de julio | 18:00    |          |
| Sarmiento       | 2 - 0     | Dep. Morón     | Dom 2 de julio  | 15:30    |          |
| Atlanta         | 1 - 3     | Argentino (Q)  | Dom 2 de julio  | 15:30    |          |

| 5ª Fecha       | 5ª Fecha  | 5ª Fecha        | 5ª Fecha       | 5ª Fecha | 5ª Fecha |
| Local          | Resultado | Visitante       | Fecha          | Hora     |          |
| -------------- | --------- | --------------- | -------------- | -------- | -------- |
| Talleres (C)   | 2 - 0     | Vélez Sarsfield | Sáb 8 de julio | 11:00    |          |
| Camioneros     | 0 - 2     | Atlanta         | Sáb 8 de julio | 15:30    |          |
| Argentino (Q)  | 0 - 1     | Sarmiento       | Sáb 8 de julio | 15:30    |          |
| Dep. Morón     | 0 - 1     | All Boys        | Sáb 8 de julio | 15:30    |          |
| Comunicaciones | 1 - 1     | Argentino (R)   | Dom 9 de julio | 15:00    |          |
| Newell's       | 0 - 1     | San Luis FC     | Dom 9 de julio | 15:30    |          |

| 6ª Fecha        | 6ª Fecha  | 6ª Fecha       | 6ª Fecha        | 6ª Fecha | 6ª Fecha |
| Local           | Resultado | Visitante      | Fecha           | Hora     |          |
| --------------- | --------- | -------------- | --------------- | -------- | -------- |
| San Luis FC     | 3 - 1     | Dep. Morón     | Sáb 15 de julio | 15:00    |          |
| Talleres (C)    | 1 - 0     | Camioneros     | Sáb 15 de julio | 15:00    |          |
| Argentino (R)   | 0 - 1     | Newell's       | Sáb 15 de julio | 15:30    |          |
| All Boys        | 1 - 0     | Argentino (Q)  | Sáb 15 de julio | 15:30    |          |
| Sarmiento       | 5 - 0     | Atlanta        | Sáb 15 de julio | 15:30    |          |
| Vélez Sarsfield | 0 - 0     | Comunicaciones | Sáb 15 de julio | 16:30    |          |

| 7ª Fecha       | 7ª Fecha  | 7ª Fecha        | 7ª Fecha        | 7ª Fecha | 7ª Fecha |
| Local          | Resultado | Visitante       | Fecha           | Hora     |          |
| -------------- | --------- | --------------- | --------------- | -------- | -------- |
| Comunicaciones | 0 - 4     | Talleres (C)    | Sáb 22 de julio | 11:00    |          |
| Argentino (Q)  | 0 - 1     | San Luis FC     | Sáb 22 de julio | 12:00    |          |
| Dep. Morón     | 0 - 5     | Argentino (R)   | Sáb 22 de julio | 15:30    |          |
| Newell's       | 4 - 0     | Vélez Sarsfield | Sáb 22 de julio | 15:30    |          |
| Camioneros     | 1 - 1     | Sarmiento       | Sáb 22 de julio | 15:30    |          |
| Atlanta        | 1 - 0     | All Boys        | Dom 23 de julio | 15:30    |          |

| 8ª Fecha        | 8ª Fecha  | 8ª Fecha      | 8ª Fecha | 8ª Fecha | 8ª Fecha |
| Local           | Resultado | Visitante     | Fecha    | Hora     |          |
| --------------- | --------- | ------------- | -------- | -------- | -------- |
| Comunicaciones  | 0 - 1     | Camioneros    | Sáb 29/7 | 10:30    |          |
| Talleres (C)    | 3 - 0     | Newell's      | Sáb 29/7 | 13:00    |          |
| San Luis FC     | 4 - 1     | Atlanta       | Sáb 29/7 | 15:00    |          |
| All Boys        | 1 - 1     | Sarmiento     | Sáb 29/7 | 15:30    |          |
| Vélez Sarsfield | 3 - 0     | Dep. Morón    | Sáb 29/7 | 18:00    |          |
| Argentino (R)   | 0 - 1     | Argentino (Q) |          |          |          |

| 9ª Fecha      | 9ª Fecha  | 9ª Fecha        | 9ª Fecha | 9ª Fecha | 9ª Fecha |
| Local         | Resultado | Visitante       | Fecha    | Hora     |          |
| ------------- | --------- | --------------- | -------- | -------- | -------- |
| Argentino (Q) | 2 - 3     | Vélez Sarsfield | Sáb 5/8  | 12:00    |          |
| Newell's      | 4 - 2     | Comunicaciones  | Sáb 5/8  | 15:30    |          |
| Dep. Morón    | 0 - 2     | Talleres (C)    | Sáb 5/8  | 15:30    |          |
| Camioneros    | 0 - 0     | All Boys        | Sáb 5/8  | 15:30    |          |
| Sarmiento     | 2 - 1     | San Luis FC     | Dom 6/8  | 15:30    |          |
| Atlanta       | 1 - 0     | Argentino (R)   |          |          |          |

| 10ª Fecha       | 10ª Fecha | 10ª Fecha     | 10ª Fecha | 10ª Fecha | 10ª Fecha |
| Local           | Resultado | Visitante     | Fecha     | Hora      |           |
| --------------- | --------- | ------------- | --------- | --------- | --------- |
| San Luis FC     | 2 - 1     | All Boys      | Sáb 19/8  | 15:00     |           |
| Newell's        | 2 - 1     | Camioneros    | Sáb 19/8  | 15:30     |           |
| Comunicaciones  | 0 - 1     | Dep. Morón    | Dom 20/8  | 10:00     |           |
| Vélez Sarsfield | 4 - 0     | Atlanta       | Dom 20/8  | 11:00     |           |
| Talleres (C)    | 1 - 0     | Argentino (Q) |           |           |           |
| Argentino (R)   | 0 - 1     | Sarmiento     |           |           |           |

| 11ª Fecha     | 11ª Fecha | 11ª Fecha       | 11ª Fecha | 11ª Fecha | 11ª Fecha |
| Local         | Resultado | Visitante       | Fecha     | Hora      |           |
| ------------- | --------- | --------------- | --------- | --------- | --------- |
| Camioneros    | 1 - 3     | San Luis FC     | Sáb 26/8  | 15:30     |           |
| Sarmiento     | 2 - 2     | Vélez Sarsfield | Sáb 26/8  | 15:30     |           |
| Argentino (Q) | 3 - 2     | Comunicaciones  | Sáb 26/8  | 15:30     |           |
| Dep. Morón    | 1 - 3     | Newell's        | Sáb 26/8  | 15:30     |           |
| Atlanta       | 0 - 1     | Talleres (C)    | Dom 27/8  | 15:30     |           |
| All Boys      | 1 - 0     | Argentino (R)   |           |           |           |

| 12ª Fecha     | 12ª Fecha | 12ª Fecha       | 12ª Fecha | 12ª Fecha | 12ª Fecha |
| Local         | Resultado | Visitante       | Fecha     | Hora      |           |
| ------------- | --------- | --------------- | --------- | --------- | --------- |
| All Boys      | 1 - 1     | Vélez Sarsfield | Sab 2/9   | 15:00     |           |
| Dep. Morón    | 1 - 1     | Camioneros      | Sab 2/9   | 15:30     |           |
| Atlanta       | 1 - 1     | Comunicaciones  | Sab 2/9   | 15:30     |           |
| Argentino (Q) | 0 - 2     | Newell's        | Sab 2/9   | 15:30     |           |
| Sarmiento     | 1 - 4     | Talleres (C)    | Mie 18/10 | 15:30     |           |
| San Luis FC   | 1 - 0     | Argentino (R)   |           |           |           |

| 13ª Fecha       | 13ª Fecha | 13ª Fecha     | 13ª Fecha | 13ª Fecha | 13ª Fecha |
| Local           | Resultado | Visitante     | Fecha     | Hora      |           |
| --------------- | --------- | ------------- | --------- | --------- | --------- |
| Talleres (C)    | 4 - 1     | All Boys      | Sab 9/9   | 11:00     |           |
| Newell's        | 1 - 0     | Atlanta       | Sab 9/9   | 15:30     |           |
| Vélez Sarsfield | 0 - 2     | San Luis FC   | Sab 9/9   | 16:00     |           |
| Comunicaciones  | 0 - 5     | Sarmiento     | Dom 10/9  | 15:30     |           |
| Dep. Morón      | 1 - 2     | Argentino (Q) | Dom 10/9  | 15:30     |           |
| Camioneros      | 1 - 0     | Argentino (R) |           |           |           |

| 14ª Fecha     | 14ª Fecha | 14ª Fecha       | 14ª Fecha | 14ª Fecha | 14ª Fecha |
| Local         | Resultado | Visitante       | Fecha     | Hora      |           |
| ------------- | --------- | --------------- | --------- | --------- | --------- |
| Atlanta       | 0 - 0     | Dep. Morón      | Sáb 16/9  | 11:00     |           |
| San Luis FC   | 2 - 1     | Talleres (C)    | Sáb 16/9  | 15:00     |           |
| All Boys      | 1 - 0     | Comunicaciones  | Sáb 16/9  | 15:30     |           |
| Argentino (Q) | 2 - 1     | Camioneros      | Mié 11/10 |           |           |
| Argentino (R) | 0 - 1*    | Vélez Sarsfield |           |           |           |

| 15ª Fecha      | 15ª Fecha | 15ª Fecha       | 15ª Fecha | 15ª Fecha | 15ª Fecha |
| Local          | Resultado | Visitante       | Fecha     | Hora      |           |
| -------------- | --------- | --------------- | --------- | --------- | --------- |
| Dep. Morón     | 0 - 3     | Sarmiento       | Sáb 23/9  | 15:30     |           |
| Camioneros     | 1 - 2     | Vélez Sarsfield | Dom 24/9  | 11:00     |           |
| Comunicaciones | 1 - 2     | San Luis FC     | Dom 24/9  | 15:30     |           |
| Newell's       | 3 - 0     | All Boys        | Dom 24/9  | 15:30     |           |
| Argentino (Q)  | 0 - 1     | Atlanta         | Dom 24/9  | 15:30     |           |
| Talleres (C)   | 1 - 0*    | Argentino (R)   |           |           |           |

| 16ª Fecha       | 16ª Fecha | 16ª Fecha      | 16ª Fecha | 16ª Fecha | 16ª Fecha |
| Local           | Resultado | Visitante      | Fecha     | Hora      |           |
| --------------- | --------- | -------------- | --------- | --------- | --------- |
| Atlanta         | 1 - 1     | Camioneros     | Sáb 29/1  | 15:30     |           |
| All Boys        | 0 - 0     | Dep. Morón     | Sáb 29/1  | 15:30     |           |
| Vélez Sarsfield | 1 - 3     | Talleres (C)   | Sáb 29/1  | 18:00     |           |
| San Luis FC     | 2 - 2     | Newell's       | Dom 1°/10 | 11:00     |           |
| Sarmiento       | 6 - 0     | Argentino (Q)  | Dom 1°/10 | 15:30     |           |
| Argentino (R)   | 0 - 1*    | Comunicaciones |           |           |           |

| 17ª Fecha      | 17ª Fecha | 17ª Fecha       | 17ª Fecha | 17ª Fecha | 17ª Fecha |
| Local          | Resultado | Visitante       | Fecha     | Hora      |           |
| -------------- | --------- | --------------- | --------- | --------- | --------- |
| Argentino (Q)  | 3 - 1     | All Boys        | Sáb 7/10  | 11:00     |           |
| Camioneros     | 2 - 4     | Talleres (C)    | Sáb 7/10  | 15:30     |           |
| Dep. Morón     | 0 - 2     | San Luis FC     | Sáb 7/10  | 15:30     |           |
| Comunicaciones | 0 - 1     | Vélez Sarsfield | Dom 8/10  | 11:00     |           |
| Atlanta        | 0 - 1     | Sarmiento       | Dom 8/10  | 15:30     |           |
| Newell's       | 1-0*      | Argentino (R)   |           |           |           |

| 18ª Fecha       | 18ª Fecha | 18ª Fecha      | 18ª Fecha | 18ª Fecha | 18ª Fecha |
| Local           | Resultado | Visitante      | Fecha     | Hora      |           |
| --------------- | --------- | -------------- | --------- | --------- | --------- |
| Talleres (C)    | 6 - 1     | Comunicaciones | Sáb 14/10 | 11:00     |           |
| Vélez Sarsfield | 1 - 1     | Newell's       | Sáb 14/10 | 13:00     |           |
| Sarmiento       | 3 - 1     | Camioneros     | Sáb 14/10 | 15:30     |           |
| All Boys        | 3 - 0     | Atlanta        | Sáb 14/10 | 15:30     |           |
| San Luis FC     | 1 - 0*    | Argentino (Q)  |           |           |           |
| Argentino (R)   | 0 - 1*    | Dep. Morón     |           |           |           |

| 19ª Fecha     | 19ª Fecha | 19ª Fecha       | 19ª Fecha | 19ª Fecha | 19ª Fecha |
| Local         | Resultado | Visitante       | Fecha     | Hora      |           |
| ------------- | --------- | --------------- | --------- | --------- | --------- |
| Camioneros    | 1 - 4     | Comunicaciones  | Sáb 28/10 | 15:30     |           |
| Atlanta       | 0 - 3     | San Luis FC     | Sáb 28/10 | 15:30     |           |
| Dep. Morón    | 0 - 6     | Vélez Sarsfield | Dom 29/10 | 14:30     |           |
| Sarmiento     | 5 - 1     | All Boys        | Dom 29/10 | 15:30     |           |
| Newell's      | 4 - 4     | Talleres (C)    | Dom 29/10 | 15:30     |           |
| Argentino (Q) | 1 - 0*    | Argentino (R)   |           |           |           |

| 20ª Fecha       | 20ª Fecha | 20ª Fecha     | 20ª Fecha | 20ª Fecha | 20ª Fecha |
| Local           | Resultado | Visitante     | Fecha     | Hora      |           |
| --------------- | --------- | ------------- | --------- | --------- | --------- |
| Talleres (C)    | 4 - 0     | Dep. Morón    | Sáb 4/11  | 11:00     |           |
| Vélez Sarsfield | 3 - 1     | Argentino (Q) | Sáb 4/11  | 14:00     |           |
| Comunicaciones  | 0 - 3     | Newell's      | Dom 5/11  | 15:00     |           |
| All Boys        | 4 - 0     | Camioneros    | Dom 5/11  | 15:30     |           |
| San Luis FC     | 1 - 0     | Sarmiento     | Dom 5/11  | 17:00     |           |
| Argentino (R)   | 0 - 1*    | Atlanta       |           |           |           |

| 21ª Fecha     | 21ª Fecha | 21ª Fecha       | 21ª Fecha | 21ª Fecha | 21ª Fecha |
| Local         | Resultado | Visitante       | Fecha     | Hora      |           |
| ------------- | --------- | --------------- | --------- | --------- | --------- |
| Camioneros    | 0 - 5     | Newell's        | Sáb 11/11 | 15:30     |           |
| Dep. Morón    | 1 - 3     | Comunicaciones  | Dom 12/11 | 15:00     |           |
| Atlanta       | 3 - 5     | Vélez Sarsfield | Dom 12/11 | 15:30     |           |
| All Boys      | 0 - 3     | San Luis FC     | Dom 12/11 | 15:30     |           |
| Argentino (Q) | 0 - 6     | Talleres (C)    | Mar 14/11 | 14:00     |           |
| Sarmiento     | 1 - 0*    | Argentino (R)   |           |           |           |

| 22ª Fecha       | 22ª Fecha | 22ª Fecha     | 22ª Fecha | 22ª Fecha | 22ª Fecha |
| Local           | Resultado | Visitante     | Fecha     | Hora      |           |
| --------------- | --------- | ------------- | --------- | --------- | --------- |
| Talleres (C)    | 1 - 0     | Atlanta       | Sáb 25/11 | 17:00     |           |
| Comunicaciones  | 1 - 0     | Argentino (Q) | Sáb 25/11 | 17:00     |           |
| San Luis FC     | 5 - 1     | Camioneros    | Sáb 25/11 | 17:00     |           |
| Vélez Sarsfield | 1 - 0     | Sarmiento     | Dom 26/11 | 17:00     |           |
| Newell's        | 2 - 0     | Dep. Morón    | Dom 26/11 | 17:00     |           |
| Argentino (R)   | 0 - 1*    | All Boys      |           |           |           |

## Torneo Reducido por el segundo ascenso
Lo disputarán los equipos ubicados entre el 2° y 9° puesto de la Fase Ascenso. Enfrentándose 2° vs. 9°, 3° vs. 8°, 4° vs. 7° y 5° vs. 6°. Se jugará a partido único con localía del equipo mejor posicionado en la tabla. En caso de empate, se definirá por penales.

### Cuartos de final
| Sáb 2/12, 9:00 hs. | Vélez Sarsfield | 0 - 1   | All Boys | Buenos Aires, |  |
|                    |                 | Reporte |          |               |  |

| Sáb 2/12, 17:00 hs. | Talleres | 4 - 0   | Atlanta | Córdoba, |  |
|                     |          | Reporte |         |          |  |

| Sáb 2/12, 17:00 hs. | Sarmiento | 3 - 0   | Argentino (Q) | Junín, |  |
|                     |           | Reporte |               |        |  |

| Dom 3/12, 17:00 hs. | Newell's Old Boys | 2 - 0   | Comunicaciones | Rosario, |  |
|                     |                   | Reporte |                |          |  |

### Semifinales
| Sab 9/12, 17:00 hs. | Talleres | 5 - 1   | All Boys | Córdoba, |  |
|                     |          | Reporte |          |          |  |

| Sab 9/12, 17:00 hs | Newell's Old Boys | 3 - 0   | Sarmiento | Rosario, |  |
|                    |                   | Reporte |           |          |  |

### Final
| Sab 16/12, 19:00 hs. | Talleres | 0 - 2   | Newell's Old Boys | Córdoba, |  |
|                      |          | Reporte |                   |          |  |

## Fase permanencia

### Tabla de posiciones
| Pos.  | Equipo             | Pts. | PJ | PG | PE | PP | GF | GC | Dif. |
| ----- | ------------------ | ---- | -- | -- | -- | -- | -- | -- | ---- |
| .1.º  | Argentinos Juniors | 47   | 18 | 15 | 2  | 1  | 51 | 14 | 37   |
| .2.º  | Defensa y Justicia | 38   | 18 | 12 | 2  | 4  | 31 | 21 | 10   |
| .3.º  | Deportivo Merlo    | 31   | 18 | 9  | 4  | 5  | 45 | 24 | 21   |
| .4.º  | Lima FC            | 28   | 18 | 8  | 4  | 6  | 28 | 23 | 5    |
| .5.º  | Deportivo Español  | 28   | 18 | 8  | 4  | 6  | 23 | 19 | 4    |
| .6.º  | San Miguel         | 25   | 18 | 7  | 4  | 7  | 28 | 21 | 7    |
| .7.º  | Deportivo Armenio  | 20   | 18 | 4  | 8  | 6  | 19 | 20 | −1   |
| .8.º  | Puerto Nuevo       | 16   | 18 | 4  | 4  | 10 | 21 | 30 | −9   |
| .9.º  | Claypole           | 13   | 18 | 3  | 4  | 11 | 21 | 55 | −34  |
| .10.º | Atlas              | 5    | 18 | 1  | 2  | 15 | 10 | 50 | −40  |

|  | Los equipos que ocupen estas posiciones descenderán a la Primera C |

### Resultados
| 1ª Fecha           | 1ª Fecha  | 1ª Fecha           | 1ª Fecha        | 1ª Fecha | 1ª Fecha |
| Local              | Resultado | Visitante          | Fecha           | Hora     |          |
| ------------------ | --------- | ------------------ | --------------- | -------- | -------- |
| Lima FC            | 2 - 1     | Puerto Nuevo       | Sáb 17 de junio | 15:30    |          |
| Dep. Merlo         | 1 - 1     | Armenio            | Sáb 17 de junio | 15:30    |          |
| Defensa y Justicia | 2 - 1     | Atlas              | Sáb 17 de junio | 15:30    |          |
| San Miguel         | 4 - 3     | Dep. Español       | Sáb 17 de junio | 15:30    |          |
| Claypole           | 1 - 5     | Argentinos Juniors | Dom 18 de junio | 15:30    |          |

| 2ª Fecha           | 2ª Fecha  | 2ª Fecha           | 2ª Fecha        | 2ª Fecha | 2ª Fecha |
| Local              | Resultado | Visitante          | Fecha           | Hora     |          |
| ------------------ | --------- | ------------------ | --------------- | -------- | -------- |
| Dep. Español       | 0 - 1     | Defensa y Justicia | Sáb 24 de junio | 15:30    |          |
| Atlas              | 2 - 1     | Dep. Merlo         | Sáb 24 de junio | 15:30    |          |
| San Miguel         | 0 - 1     | Lima FC            | Dom 25 de junio | 15:00    |          |
| Argentinos Juniors | 3 - 1     | Puerto Nuevo       | Dom 25 de junio | 15:30    |          |
| Armenio            | 1 - 1     | Claypole           | Dom 25 de junio | 15:30    |          |

| 3ª Fecha           | 3ª Fecha  | 3ª Fecha           | 3ª Fecha        | 3ª Fecha | 3ª Fecha |
| Local              | Resultado | Visitante          | Fecha           | Hora     |          |
| ------------------ | --------- | ------------------ | --------------- | -------- | -------- |
| Defensa y Justicia | 2 - 1     | San Miguel         | Sáb 1° de julio | 15:30    |          |
| Lima FC            | 0 - 2     | Argentinos Juniors | Sáb 1° de julio | 16:30    |          |
| Claypole           | 1 - 0     | Atlas              | Dom 2 de julio  | 14:00    |          |
| Puerto Nuevo       | 0 - 1     | Armenio            | Dom 2 de julio  | 15:00    |          |
| Dep. Merlo         | 4 - 1     | Dep. Español       | Dom 2 de julio  | 15:30    |          |

| 4ª Fecha           | 4ª Fecha  | 4ª Fecha           | 4ª Fecha       | 4ª Fecha | 4ª Fecha |
| Local              | Resultado | Visitante          | Fecha          | Hora     |          |
| ------------------ | --------- | ------------------ | -------------- | -------- | -------- |
| Dep. Español       | 2 - 1     | Claypole           | Sáb 8 de julio | 15:30    |          |
| Atlas              | 0 - 3     | Puerto Nuevo       | Sáb 8 de julio | 15:30    |          |
| Defensa y Justicia | 2 - 0     | Lima FC            | Sáb 8 de julio | 15:30    |          |
| Armenio            | 0 - 2     | Argentinos Juniors | Dom 8 de julio | 15:00    |          |
| San Miguel         | 3 - 1     | Dep. Merlo         | Dom 8 de julio | 15:00    |          |

| 5ª Fecha        | 5ª Fecha  | 5ª Fecha           | 5ª Fecha        | 5ª Fecha | 5ª Fecha |
| Local           | Resultado | Visitante          | Fecha           | Hora     |          |
| --------------- | --------- | ------------------ | --------------- | -------- | -------- |
| Argentinos Jrs. | 3 - 0     | Atlas              | Sáb 15 de julio | 15:00    |          |
| Lima FC         | 0 - 0     | Armenio            | Sáb 15 de julio | 16:30    |          |
| Claypole        | 1 - 2     | San Miguel         | Dom 16 de julio | 14:00    |          |
| Dep. Merlo      | 1 - 0     | Defensa y Justicia | Dom 16 de julio | 15:00    |          |
| Puerto Nuevo    | 1 - 3     | Dep. Español       | Dom 16 de julio | 15:00    |          |

| 6ª Fecha           | 6ª Fecha  | 6ª Fecha           | 6ª Fecha | 6ª Fecha | 6ª Fecha |
| Local              | Resultado | Visitante          | Fecha    | Hora     |          |
| ------------------ | --------- | ------------------ | -------- | -------- | -------- |
| San Miguel         | 2 - 0     | Puerto Nuevo       | Sáb 22/7 | 10:00    |          |
| Defensa y Justicia | 0 - 1     | Claypole           | Sáb 22/7 | 15:00    |          |
| Atlas              | 0 - 5     | Armenio            | Sáb 22/7 | 15:30    |          |
| Dep. Español       | 0 - 0     | Argentinos Juniors | Dom 23/7 | 15:30    |          |
| Dep. Merlo         | 2 - 2     | Lima FC            | Dom 27/8 | 15:30    |          |

| 7ª Fecha        | 7ª Fecha  | 7ª Fecha           | 7ª Fecha | 7ª Fecha | 7ª Fecha |
| Local           | Resultado | Visitante          | Fecha    | Hora     |          |
| --------------- | --------- | ------------------ | -------- | -------- | -------- |
| Argentinos Jrs. | 3 - 0     | San Miguel         | Sáb 29/7 | 12:00    |          |
| Lima FC         | 4 - 1     | Atlas              | Sáb 29/7 | 15:00    |          |
| Claypole        | 1 - 4     | Dep. Merlo         | Dom 30/7 | 13:00    |          |
| Puerto Nuevo    | 1 - 3     | Defensa y Justicia | Dom 30/7 | 15:00    |          |
| Armenio         | 0 - 0     | Dep. Español       | Dom 30/7 | 15:30    |          |

| 8ª Fecha           | 8ª Fecha  | 8ª Fecha           | 8ª Fecha | 8ª Fecha | 8ª Fecha |
| Local              | Resultado | Visitante          | Fecha    | Hora     |          |
| ------------------ | --------- | ------------------ | -------- | -------- | -------- |
| San Miguel         | 0 - 0     | Armenio            | Sáb 5/8  | 11:00    |          |
| Defensa y Justicia | 1 - 0     | Argentinos Juniors | Sáb 5/8  | 15:30    |          |
| Dep. Español       | 1 - 1     | Atlas              | Sáb 5/8  | 15:30    |          |
| Claypole           | 0 - 6     | Lima FC            | Dom 6/8  | 15:30    |          |
| Dep. Merlo         | 2 - 2     | Puerto Nuevo       | Dom 6/8  | 15:30    |          |

| 9ª Fecha     | 9ª Fecha  | 9ª Fecha        | 9ª Fecha | 9ª Fecha | 9ª Fecha |
| Local        | Resultado | Visitante       | Fecha    | Hora     |          |
| ------------ | --------- | --------------- | -------- | -------- | -------- |
| Arg. Juniors | 4 - 2     | Dep. Merlo      | Sáb 19/8 | 15:30    |          |
| Lima FC      | 0 - 1     | Dep. Español    | Sáb 19/8 | 15:30    |          |
| Armenio      | 0 - 2     | Def. y Justicia | Lun 21/8 | 11:00    |          |
| Atlas        | 0 - 2     | San Miguel      | Lun 21/8 | 15:00    |          |
| Puerto Nuevo | 2 - 2     | Claypole        | Dom 27/8 | 11:00    |          |

| 10ª Fecha    | 10ª Fecha | 10ª Fecha          | 10ª Fecha | 10ª Fecha | 10ª Fecha |
| Local        | Resultado | Visitante          | Fecha     | Hora      |           |
| ------------ | --------- | ------------------ | --------- | --------- | --------- |
| Arg. Juniors | 4 - 1     | Claypole           | Sab 2/9   | 13:00     |           |
| Dep. Español | 1 - 0     | San Miguel         | Sab 2/9   | 15:30     |           |
| Armenio      | 1 - 2     | Dep. Merlo         | Sab 2/9   | 15:30     |           |
| Atlas        | 1 - 3     | Defensa y Justicia | Mie 13/9  | 15:30     |           |
| Puerto Nuevo | 0 - 1     | Lima FC            | Mie 13/9  | 15:30     |           |

| 11ª Fecha          | 11ª Fecha | 11ª Fecha    | 11ª Fecha | 11ª Fecha | 11ª Fecha |
| Local              | Resultado | Visitante    | Fecha     | Hora      |           |
| ------------------ | --------- | ------------ | --------- | --------- | --------- |
| Defensa y Justicia | 2 - 1     | Dep. Español | Sab 9/19  | 15:00     |           |
| Claypole           | 3 - 2     | Armenio      | Dom 4/9   | 13:00     |           |
| Lima FC            | 2 - 1     | San Miguel   | Dom 4/9   | 15:00     |           |
| Dep. Merlo         | 4 - 0     | Atlas        | Dom 4/9   | 15:30     |           |
| Puerto Nuevo       | 1 - 5     | Arg. Juniors | Dom 4/9   | 15:30     |           |

| 12ª Fecha    | 12ª Fecha | 12ª Fecha       | 12ª Fecha | 12ª Fecha | 12ª Fecha |
| Local        | Resultado | Visitante       | Fecha     | Hora      |           |
| ------------ | --------- | --------------- | --------- | --------- | --------- |
| Arg. Juniors | 3 - 2     | Lima FC         | Sáb 16/9  | 15:30     |           |
| Atlas        | 2 - 2     | Claypole        | Sáb 16/9  | 15:30     |           |
| Dep. Español | 1 - 0     | Dep. Merlo      | Sáb 16/9  | 15:30     |           |
| San Miguel   | 1 - 2     | Def. y Justicia | Sáb 16/9  | 15:30     |           |
| Armenio      | 0 - 0     | Puerto Nuevo    | Dom 17/9  | 15:30     |           |

| 13ª Fecha    | 13ª Fecha | 13ª Fecha          | 13ª Fecha | 13ª Fecha | 13ª Fecha |
| Local        | Resultado | Visitante          | Fecha     | Hora      |           |
| ------------ | --------- | ------------------ | --------- | --------- | --------- |
| Arg. Juniors | 3 - 0     | Armenio            | Sáb 23/9  | 13:30     |           |
| Lima FC      | 1 - 1     | Defensa y Justicia | Sáb 23/9  | 16:00     |           |
| Claypole     | 1 - 4     | Dep. Español       | Dom 24/9  | 15:00     |           |
| Dep. Merlo   | 2 - 0     | San Miguel         | Dom 24/9  | 15:30     |           |
| Puerto Nuevo | 1 - 0     | Atlas              | Dom 24/9  | 15:30     |           |

| 14ª Fecha          | 14ª Fecha | 14ª Fecha    | 14ª Fecha | 14ª Fecha | 14ª Fecha |
| Local              | Resultado | Visitante    | Fecha     | Hora      |           |
| ------------------ | --------- | ------------ | --------- | --------- | --------- |
| Armenio            | 2 - 1     | Lima FC      | Sáb 30/1  | 11:00     |           |
| Dep. Español       | 3 - 1     | Puerto Nuevo | Sáb 30/1  | 15:30     |           |
| Defensa y Justicia | 1 - 1     | Dep. Merlo   | Sáb 30/1  | 15:30     |           |
| San Miguel         | 3 - 1     | Claypole     | Dom 1°/10 | 15:30     |           |
| Atlas              | 1 - 5     | Arg. Juniors | Mar 3/10  | 15:30     |           |

| 15ª Fecha    | 15ª Fecha | 15ª Fecha          | 15ª Fecha | 15ª Fecha | 15ª Fecha |
| Local        | Resultado | Visitante          | Fecha     | Hora      |           |
| ------------ | --------- | ------------------ | --------- | --------- | --------- |
| Arg. Juniors | 2 - 1     | Dep. Español       | Sáb 7/10  | 13:30     |           |
| Armenio      | 2 - 0     | Atlas              | Dom 8/10  | 11:00     |           |
| Lima FC      | 0 - 4     | Dep. Merlo         | Dom 8/10  | 14:00     |           |
| Claypole     | 2 - 3     | Defensa y Justicia | Dom 8/10  | 15:30     |           |
| Puerto Nuevo | 1 - 1     | San Miguel         | Dom 8/10  | 15:30     |           |

| 16ª Fecha          | 16ª Fecha | 16ª Fecha          | 16ª Fecha | 16ª Fecha | 16ª Fecha |
| Local              | Resultado | Visitante          | Fecha     | Hora      |           |
| ------------------ | --------- | ------------------ | --------- | --------- | --------- |
| Defensa y Justicia | 0 - 3     | Puerto Nuevo       | Sáb 14/10 | 15:00     |           |
| Dep. Español       | 0 - 0     | Armenio            | Sáb 14/10 | 15:30     |           |
| San Miguel         | 0 - 0     | Argentinos Juniors | Sáb 14/10 | 15:30     |           |
| Dep. Merlo         | 11 - 0    | Claypole           | Dom 15/10 | 15:30     |           |
| Atlas              | 1 - 3     | Lima FC            | Lun 16/10 | 11:00     |           |

| 17ª Fecha    | 17ª Fecha | 17ª Fecha          | 17ª Fecha | 17ª Fecha | 17ª Fecha |
| Local        | Resultado | Visitante          | Fecha     | Hora      |           |
| ------------ | --------- | ------------------ | --------- | --------- | --------- |
| Atlas        | 0 - 1     | Dep. Español       | Sáb 28/10 | 11:00     |           |
| Arg. Juniors | 3 - 2     | Defensa y Justicia | Sáb 28/10 | 15:30     |           |
| Lima FC      | 2 - 2     | Claypole           | Sáb 28/10 | 17:00     |           |
| Puerto Nuevo | 1 - 2     | Dep. Merlo         | Dom 29/10 | 15:30     |           |
| Armenio      | 1 - 1     | San Miguel         | Dom 29/10 | 15:30     |           |

| 18ª Fecha          | 18ª Fecha | 18ª Fecha    | 18ª Fecha | 18ª Fecha | 18ª Fecha |
| Local              | Resultado | Visitante    | Fecha     | Hora      |           |
| ------------------ | --------- | ------------ | --------- | --------- | --------- |
| Dep. Merlo         | 1 - 4     | Arg. Juniors | Sáb 4/11  | 15:30     |           |
| Claypole           | 0 - 2     | Puerto Nuevo | Sáb 4/11  | 15:30     |           |
| Dep. Español       | 0 - 1     | Lima FC      | Dom 5/11  | 15:30     |           |
| San Miguel         | 7 - 0     | Atlas        | Dom 5/11  | 15:30     |           |
| Defensa y Justicia | 4 - 3     | Armenio      | Sáb 11/11 | 15:30     |           |

## Goleadoras
| Jugadora         | Equipo               | Goles |
| ---------------- | -------------------- | ----- |
| Sofía D'Ambrosio | Sarmiento            | 25    |
| Yoselie Monges   | Argentino de Quilmes | 22    |
| Eliana Capdevila | Talleres (C)         | 19    |
| Ayelén Lagos     | Velez                | 18    |
| Julieta Bastus   | Newell's             | 17    |
| Laura Romero     | San Luis FC          | 16    |